# 李徵五
李徵五（1875年6月26日—1933年），清末民国上海资本家、革命家、社会活动家。江浙财团代表人物之一。名厚禧，字征五，以字行世。小港李家人。娶晚清大臣王文韶女。

## 生平
1875年6月26日（光绪元年五月廿三日）出生于浙江宁波府镇海县（今北仑区）小港李家，世居小港镇小浃口（俗称港口）村，上海巨商李云书之弟。
早年在宁波经商。甲午战争时，曾与镇海总兵策划保卫，未成。1904年，捐官得道员官职，获得洋务派干将张之洞赏识，并与革新派人士梁启超、陈宝箴等人交游共事。
赴上海后，从事绢丝业，累巨资。加入同盟会，结识革命党人孙中山、黄兴、陈其美等人，为同盟会元老，与陈其美交情尤深厚。暗中支持革命军，是辛亥革命上海光复的功臣。
1909年，号召南洋华侨捐资支持孙中山革命，并亲赴南洋筹办银行。辛亥革命时组织沪军光复军，为光复军统领。与方樵苓等发起成立“中华民军协济会”。
上海光复后，出任上海市（时称“沪军都督府”）市政厅长。旋即自解兵权，移居天津，与北洋军阀关系密切。
曾任宁波旅沪同乡会理事长、上海《商报》总经理、上海总商会会长等职。晚年与叶庸方（叶星海之子）在上海创办长城唱片公司，与梅兰芳等京剧名角合作出版唱片。

## 遗物
- 北平世界日報（1926-08-03（北平））。《李徵五來京 寓瑞金大樓》 （页面存档备份，存于），今存于《數位典藏與數位學習聯合目錄》